# Ашхабад (парк, Ташкент)
Парк «Ашхабад» (узб. Ashxobod sayilgohi) — крупный парк в центре Ташкента, открытый в 2018 году. Расположен между Малой кольцевой автомобильной дорогой и проспектом Махтумкули. На сегодняшний день занимает площадь в 10 гектаров. Один из самых больших и популярных в городе.

## История
Столицы двух соседних государств — Ашхабад (Туркменистан) и Ташкент (Узбекистан) — города-побратимы. Соглашение между городскими администрациями Ашхабада и Ташкента об установлении побратимских отношений было подписано 20 мая 2017 года.
Строительство парка завершилось в 2017 году.
Торжественное открытие парка состоялось 24 апреля 2018 года при участии президента Узбекистана Шавката Мирзиёева и президента Туркменистана Гурбангулы Бердымухамедова. 30 апреля парк «Ашхабад» был открыт для посетителей.

## Планировка и оформление
В архитектурном облике парка воплощён образ столицы Туркменистана — города Ашхабада.
Парк занимает территорию около 10 гектаров. У парадного входа в парк возведены фонтаны, установлены скульптуры ахалтекинских лошадей. В парке построены аттракционы, скамьи, пункты общего питания и оказания услуг, высажены деревья. В парке есть пешеходные и велосипедные дорожки.
Территорию парка украшают монументы, отражающие знаковые символы Туркменистана: дутар, Каспийское море и беломраморный Ашхабад, памятники архитектуры, богатства природы и недр туркменской земли.
В парке построен амфитеатр на 450 мест, где проходят концерты классической, народной, эстрадной музыки, юмористические представления. Амфитеатр построен в форме сокола. Этот образ позаимствован у Международного аэропорта Ашхабада.
Также в парке действует колесо обозрения.
Вся территорию парка обеспечена Wi-fi покрытием.